# عمران صلاحی
عمران صلاحی (زادهٔ ۱ اسفند ۱۳۲۵ – درگذشتهٔ ۱۱ مهر ۱۳۸۵) شاعر، نویسنده، مترجم و طنزپرداز ایرانی بود.

## زندگی
عمران صلاحی در یکم اسفند سال ۱۳۲۵ در امیریه (تهران) از پدری اردبیلی و مادری مهاجر
در تهران متولد گردید.
خود او در کتاب «تاریخ شفاهی ادبیات معاصر ایران، عمران صلاحی» نشر ثالث صفحه ۱۸ دربارهٔ تاریخ تولدش می‌گوید: «من در سال ۱۳۲۵ در تهران متولد شده‌ام. در محلهٔ امیریهٔ مختاری. البته آن طور که شناسنامه‌ام می‌گوید باید این اتفاق غیرمنتظره و کمی هم عجیب در اول اسفند اتفاق افتاده باشد. اما خالهٔ بزرگم می‌گفت ۱۰ تیرماه متولد شده‌ام.» که البته او خود بیشتر بر ۱ اسفند تأکید داشت.
صلاحی تحصیلات ابتدایی خود را در شهرهای قم و تهران به پایان رساند. نخستین شعر خود را در مجلهٔ اطلاعات کودکان به سال ۱۳۴۰ چاپ کرد. پدر خود را در همین سال از دست داد.
عمران صلاحی نوشتن را از مجلهٔ توفیق و به دنبال آشنایی با پرویز شاپور در سال ۱۳۴۵ آغاز کرد. سپس به سراغ پژوهش در حوزهٔ طنز رفت و در سال ۱۳۴۹ کتاب طنزآوران امروز ایران را با همکاری بیژن اسدی‌پور منتشر کرد که مجموعه‌ای از طنزهای معاصر بود. او شعر جدی هم می‌سرود و نخستین شعر او در قالب نیمایی در مجلهٔ خوشه به سردبیری احمد شاملو در سال ۱۳۴۷ منتشر شد.
صلاحی سپس در سال ۱۳۵۲ به استخدام رادیو درآمد و تا سال ۱۳۷۵ که بازنشسته شد به این همکاری ادامه داد. او همچنین سال‌ها همکار شورای عالی ویرایش سازمان صدا و سیما بود.
وی با گل آقا با نام‌های مستعار ابوقراضه، بلاتکلیف، کمال تعجب، زرشک، تمشک، ابوطیاره، پیت حلبی، آب حوضی، زنبور، بچهٔ جوادیه، مراد محبی، جواد مخفی، راقم این سطور و… و مجله بخارا همکاری داشت.
عمده شهرت صلاحی در سال‌هایی بود که برای مجلات روشنفکری آدینه، دنیای سخن و کارنامه به‌طور مرتب مطالبی با عنوان ثابت حالا حکایت ماست می‌نوشت و از همان زمان وی بر اساس این نوشته‌ها آقای حکایتی لقب گرفت و بعدها توسط انتشارات مروارید به چاپ رسید و چاپ کتاب در سال ۱۳۹۳ به نوبت چهارم رسید. از او آثاری به زبان ترکی آذربایجانی نیز در دست است.
به تازگی (۱۳۹۸) کتاب «حوا خودش بهشت است» که به زندگی، شعر و طنز عمران صلاحی می‌پردازد توسط داوود ملک‌زاده نگارش شده و از سوی انتشارات آرادمان و انتشارات بلم منتشر شده‌است.

## زندگی شخصی
او در سال ۱۳۵۳ با هایده وهاب‌زاده ازدواج کرد که حاصل این ازدواج دو فرزند به نام‌های یاشار و بهاره است.

## درگذشت
عمران صلاحی ساعت ۴ عصر ۱۱ مهر ماه سال ۱۳۸۵ با احساس درد در قفسه سینه راهی بیمارستان کسری شد و از آنجا به بیمارستان توس منتقل شد و در بخش سی‌سی‌یو بستری شد. همان شب پزشکان از بهبود وضعیت وی قطع امید کردند و سحرگاه از دنیا رفت. ساعاتی پس از درگذشت وی جمعی از اعضای کانون نویسندگان ایران در برابر بیمارستان توس حاضر شدند.

## چاپ تمبر یادبود
در جلسه صبح چهارشنبه ۹ تیر ماه ۱۴۰۰ شورای تمبر کشور و به‌اتفاق آرا طرح ۴۵ تمبر ملی در سه بخش مشاهیر و مفاخر ایران، اماکن تاریخی فرهنگی و موضوعات مناسبتی و رویدادهای ملی تصویب شد تا پس از تأیید وزیر ارتباطات در مناسبت‌های مرتبط چاپ و منتشر شود. در فهرست منتشر شده در بخش مشاهیر نام عمران صلاحی نیز دیده می‌شد.

## نمونه آثار
به زمین و زمان بدهکاریم

هم به این، هم به آن بدهکاریم
به رضا قهوه‌چی که ریزد چای

دو عدد استکان بدهکاریم
به علی ساربان که معروف است

شتر کاروان بدهکاریم
شاخی از شاخهای دیو سفید

به یل سیستان بدهکاریم
مثل فرخ‌لقا که دارد خال

به امیرارسلان بدهکاریم
نیست ما را ستاره ای، ای دوست

که به هفت آسمان بدهکاریم
مبلغی هم به بانک کارگران

شعبه طالقان بدهکاریم
این دوتا دیگ را و قالی را

به فلان و فلان بدهکاریم
دو عدد برگ خشک و خالی هم

ما به فصل خزان بدهکاریم
هم به تبریز و مشهد و اهواز

هم قم و اصفهان بدهکاریم!
به مجلات هفتگی، چندین

مطلب و داستان بدهکاریم
قلک بچه‌ها به یغما رفت

ما به این کودکان بدهکاریم
مبلغی هم کرایه خانه به این

موجر بدزبان بدهکاریم

## آیین‌های بزرگداشت
پس از مرگ عمران دوستدارانش مراسم بسیاری را برای وی تدارک دیدند. در حالی که کمتر از ۳ ماه از وفات وی می‌گذشت بیش از ۱۲۰ برنامه بزرگداشت در نقاط مختلف ایران برای وی برگزار شد. از مهم‌ترین این برنامه‌ها می‌توان به مراسم بزرگداشت توسط کانون نویسندگان (فرهنگسرای ارسباران تهران)، مراسم بزرگداشت توسط نویسندگان اردبیل (اردبیل)، مراسم بزرگداشت توسط انجمن‌های ادبی آذربایجان، فصلنامه آذری در فرهنگسرای اندیشه، و بزرگداشت توسط بچه‌های جوادیه اشاره کرد.